# Paradise Aircraft
Die Paradise Industria Aeronautica Ltda ist ein brasilianischer Produzent von Ultraleichtflugzeugen.

## Geschichte
Die Paradise Industria Aeronautica Ltda wurde 2001 gegründet, um die von Noé de Oliveira 1999 entworfene Paradise P1 LSA in Serie zu bauen und zu vermarkten. Insbesondere in die USA sollte das Flugzeug verkauft werden, sodass zu diesem Zweck eine Produktionsstätte in Florida gegründet wurde, welche mittlerweile bereits wieder geschlossen worden ist. Der P1 folgten der Viersitzer P4 und weitere Flugzeugmuster.

## Produkte
- Paradise P1 LSA
- Paradise P1 NG
- Paradise P2-S
- Paradise P4
- Paradise Eagle

## Weiterführende Informationen
- Robby Bayerl, Martin Berkemeier et al.: World Directory of Leisure Aviation 2011–12, WDLA UK, Lancaster UK, 2011. S. 68. ISSN 1368-485X
- Willi Tacke, Marino Boric, u. a.: World Directory of Light Aviation 2015–16, Flying Pages Europe SARL, 2015. S. 72. ISSN 1368-485X